# Prescott (Michigan)
Prescott è un villaggio degli Stati Uniti d'America, situato nello Stato del Michigan, nella contea di Ogemaw.